# Thalassocalyce inconstans
Thalassocalyce inconstans ist die einzige Art der Ordnung Thalassocalycida, die zu den Rippenquallen (Ctenophora) gehört. 
Thalassocalyce inconstans besitzt einen äußerst zerbrechlichen Körper, der schon bei schwachen Berührungen zerfällt, sodass Individuen nur sehr schwer intakt zu untersuchen sind. Die Lebensweise und das Verhalten dieser Rippenqualle können durch Taucher oder ferngesteuerte Tauchroboter (ROV) untersucht werden.
Art, Gattung, die formell vergebene Familie Thalassocalycidae und die Ordnung selbst wurden im Jahr 1978 durch die beiden Meeresbiologen Laurence P. Madin und G. Richard Harbison von der Woods Hole Oceanographic Institution (WHOI) beschrieben. 

## Merkmale
Die Tiere werden etwa 15 Zentimeter groß und ähneln oberflächlich Hydrozoen-Quallen, die jedoch systematisch zu den Nesseltieren (Cnidaria) gerechnet werden.
Der sehr fragile Körper ist von ovalem Querschnitt und senkrecht zur Tentakelebene stark komprimiert; zur Mundseite hin geht er in eine für Quallen typische Glockenform über. In diese schirmartige „Glocke“ ragt auf einer kegelförmigen Struktur, die äußerlich dem Manubrium der Schirmquallen entspricht, der schlitzförmige Mund hinein.
Die am mundabgewandten Ende entspringenden weißlichen Kammrippen sind verhältnismäßig kurz; zwischen den einzelnen Kammplättchen verläuft auf jeder Rippe eine durchgehende geißelbesetzte Furche, die benachbarte Plättchen wahrscheinlich auf mechanische Weise miteinander verbindet und somit zur Weiterleitung des von der Statocyste ausgehenden Schlagsignals beiträgt.
Unter den Kammrippen verlaufen lange, vom zentralen „Magen“ oder Infundibulum aus versorgte Kanäle des Verdauungssystems, die Meridionalkanäle, die bei Thalassocalyce inconstans komplexe Muster bilden. Sie enden an der mundabgewandten Seite blind, sind am Mundende jedoch mit den am Schlund vorbeiziehenden paragastrischen Kanälen in einem kreisförmig um den Mund ziehenden Ringkanal verbunden.
Anders als die anderen Arten in der Klasse Tentaculata entspringen die beiden kurzen, mit Tentillen besetzten Tentakel bei Thalassocalyce inconstans nicht in eigenen Tentakelscheiden an der mundabgewandten Körperseite, sondern auf dem Mundkegel. Sie werden zusammen mit der vom Quallenschirm gebildeten Höhlung zum Beutefang eingesetzt.
Thalassocalyce inconstans zeigt wie andere Rippenquallen Biolumineszenz. Die Wellenlänge des ausgesandten Lichts liegt bei 491 Nanometern.

## Verbreitung und Lebensraum
Die Thalassocalycida wurden bisher im nördlichen Pazifik, im Indischen Ozean, im Atlantik und im Mittelmeer nachgewiesen. Sie leben pelagisch, also im freien Meereswasser und zwar sowohl als oberflächennahes Plankton (Jungtiere) als auch in mittleren Tiefen von 200 m bis 400 m (adulte Tiere).

## Ernährung
Zum Beutefang werden die Tentakel in Verbindung mit der durch den „Quallen“-Schirm gebildeten Höhlung genutzt. Gerät ein Beutetier in Kontakt mit den Tentakeln, so zieht sich die zuvor weit ausgedehnte Glocke zusammen und verhindert somit ein Entkommen der Beute. Das rasche Zusammenziehen der Glocke erfolgt durch einen Ringmuskel, der von anderen Rippenquallen nicht bekannt ist.

## Fortpflanzung
Die Fortpflanzung verläuft ausschließlich auf sexuelle Weise; als Zwitter verfügt Thalassocalyce inconstans über männliche und weibliche Keimdrüsen und ist somit zur Selbstbefruchtung in der Lage – ob diese auch in größerem Maße vorkommt oder ob die Tiere fremdbefruchtend sind, ist unbekannt.

## Stammesgeschichte
Die Einordnung der Art in das System der Rippenquallen ist noch ungeklärt. Vorläufige Erkenntnisse morphologischer und molekulargenetischer Analysen deuten auf eine enge Verwandtschaft mit den Lobata- und Cestida-Arten hin.